# Hohenems
Hohenems é uma cidade da Áustria, situada no distrito de Dornbirn, no estado de Vorarlberg. Tem 29,19 km² de área e sua população em 2019 foi estimada em 16.720 habitantes.